# Giave
Giave (sardisk: Tzàve) er en by og en kommune (comune) i provinsen Sassari i regionen Sardinien i Italien. Byen ligger i 595 meters højde og har 537 indbyggere (2016). Kommunen har et areal på 47,07 km² og grænser til kommunerne Bonorva, Cheremule, Cossoine, Thiesi, Torralba og Masainas.